# Curtara subtacta
Curtara subtacta är en insektsart som beskrevs av Walker 1858. Curtara subtacta ingår i släktet Curtara och familjen dvärgstritar. Inga underarter finns listade i Catalogue of Life.